# Václav Koloušek
Václav Koloušek (Mladá Boleslav, 13 aprile 1976) è un calciatore ceco, centrocampista dell'Humpolec.

## Carriera

### Club
Iniziò la sua carriera calcistica nelle giovanili del FK Mladá Boleslav. Promosso in prima squadra nel 1993, dopo due stagioni passò al Dukla Praga (divenuto FK Marila Příbram dopo la fusione nel 1996). Nel 1997 venne acquistato dalla Salernitana, con cui esordì in Serie A nella stagione 1998-1999. Nel gennaio 2000 fu ceduto in prestito alla Fermana.
Nella stagione 2000-2001 ritornò in Repubblica Ceca, dove venne ingaggiato dallo Sparta Praga. In seguito giocò per lo Slovan Bratislava e per lo Slovan Liberec (con un fugace ritorno alla Salernitana). Proprio durante il periodo trascorso a Liberec, fu affetto dalla leucemia, che aggravò le sue condizioni fisiche; nonostante il trasferimento allo Slavia Praga, non riuscì a migliorare la sua salute, tanto che nel maggio 2004 fu ricoverato d'urgenza in ospedale a Praga.
Nel novembre 2004 Vaclav sconfigge la malattia: "Dopo quattro cicli di chemioterapia - si legge in un comunicato diffuso dai medici dell'ospedale di Praga - Vaclav Kolousek non presenta più alcuna cellula affetta dalla leucemia".
Nella stagione 2005-2006 ritornò al Marila Příbram e, dopo aver ottenuto buone prestazioni, fu ingaggiato l'anno dopo dal FC Wacker Tirol (poi rinominato Wacker Innsbruck). Nell'estate 2008 è passato al Wiener Neustadt, restandovi per 3 stagioni.
Nell'estate 2011 è rientrato in Repubblica Ceca per giocare in Druhá Liga con il Zbrojovka Brno.
Nella stagione 2012-13 passò tra le file del FC Vysočina Jihlava, nella massima serie del campionato ceco.
Nel 2015 si è trasferito in Austria, venendo ingaggiato dal SV Weitra.

### Nazionale
Ha disputato 5 partite e segnato 1 gol con la Nazionale di calcio della Repubblica Ceca: l'esordio è avvenuto nel febbraio 2002 in un'amichevole contro l'Ungheria (in cui ha segnato l'unico gol in Nazionale dopo soli 7 minuti), mentre l'ultima partita giocata risale al 6 settembre 2002, in un'amichevole vinta col netto punteggio di 5-0 contro la Jugoslavia.

## Statistiche

### Cronologia presenze e reti in Nazionale
| Cronologia completa delle presenze e delle reti in nazionale ― Rep. Ceca | Cronologia completa delle presenze e delle reti in nazionale ― Rep. Ceca | Cronologia completa delle presenze e delle reti in nazionale ― Rep. Ceca | Cronologia completa delle presenze e delle reti in nazionale ― Rep. Ceca | Cronologia completa delle presenze e delle reti in nazionale ― Rep. Ceca | Cronologia completa delle presenze e delle reti in nazionale ― Rep. Ceca | Cronologia completa delle presenze e delle reti in nazionale ― Rep. Ceca | Cronologia completa delle presenze e delle reti in nazionale ― Rep. Ceca |
| Data                                                                     | Città                                                                    | In casa                                                                  | Risultato                                                                | Ospiti                                                                   | Competizione                                                             | Reti                                                                     | Note                                                                     |
| ------------------------------------------------------------------------ | ------------------------------------------------------------------------ | ------------------------------------------------------------------------ | ------------------------------------------------------------------------ | ------------------------------------------------------------------------ | ------------------------------------------------------------------------ | ------------------------------------------------------------------------ | ------------------------------------------------------------------------ |
| 12-2-2002                                                                | Nicosia                                                                  | Rep. Ceca                                                                | 2 – 0                                                                    | Ungheria                                                                 | Torneo di Cipro 2002 - Semifinale                                        | 1                                                                        | 78’                                                                      |
| 13-2-2002                                                                | Nicosia                                                                  | Cipro                                                                    | 3 – 4                                                                    | Rep. Ceca                                                                | Torneo di Cipro 2002 - Finale                                            | -                                                                        | 71’                                                                      |
| 27-3-2002                                                                | Cardiff                                                                  | Galles                                                                   | 0 – 0                                                                    | Rep. Ceca                                                                | Amichevole                                                               | -                                                                        | 61’                                                                      |
| 18-5-2002                                                                | Praga                                                                    | Rep. Ceca                                                                | 1 – 0                                                                    | Italia                                                                   | Amichevole                                                               | -                                                                        | 81’                                                                      |
| 6-9-2002                                                                 | Praga                                                                    | Rep. Ceca                                                                | 5 – 0                                                                    | Jugoslavia                                                               | Amichevole                                                               | -                                                                        | 64’                                                                      |
| Totale                                                                   |                                                                          | Presenze                                                                 | 5                                                                        |                                                                          | Reti                                                                     | 1                                                                        |                                                                          |

## Palmarès

### Club

#### Competizioni nazionali
- Campionato ceco: 1

Sparta Praga: 2000-2001
- Erste Liga: 1

Wiener Neustadt: 2008-2009
- Campionato italiano di Serie B: 1

Salernitana: 1997-1998